# طاعون
طاعون یک بیماری واگیر عفونی مشترک بین انسان و حیوان با عامل باسیل یرسینیا پستیس (Yersinia pestis) است. عامل این بیماری در سال ۱۸۹۴، پس از سال‌ها پژوهش توسط الکساندر یرسین در انستیتو پاستور کشف شد.
طاعون یک بیماری باکتریایی و به‌طور اولیه بیماری موش‌های صحرایی و سایر مهره‌داران کوچک بوده و درواقع انسان یک میزبان تصادفی است. گزش توسط کک آلوده می‌تواند انسان را مبتلا کند. احتمال انتقال انسان به انسان از طریق قطرات تنفسی وجود دارد. نرخ مرگ و میر طاعون در ایالات متحده چهارده درصد است. طاعون در کشورهای توسعه‌یافته تک‌گیر و نادر است اما هنوز هم طغیان‌هایی از بیماری در مناطق بسیار کم برخوردار دیده می‌شود ولی امروزه نگرانی اصلی در مورد پتانسیل این باکتری در جهت استفاده در بیوتروریسم است. طاعون مهم‌ترین و مرگبارترین بیماری قرون وسطی بود.

## تاریخچه
این بیماری بسیار خطرناک بارها در طول تاریخ باعث بحران‌های شدید اقتصادی، اجتماعی و سیاسی شده است. از دوران باستان تا کشف علتِ این بیماری در سال ۱۸۹۴ دست‌کم سه بار دنیاگیری طاعون، سراسر اروپا، آسیا و آفریقا را فراگرفته است. پاندمی اول در طی قرن ششم در امپراتوری بیزانس رخ داد و به طاعون ژوستینین یا دنیاگیری اوایل قرون وسطی معروف گردید که به‌واسطه انتقال توسط سربازان ارتش شاهنشاهی ساسانی در سال‌های ۶۲۷–۶۲۸ میلادی باعث اپیدمی «طاعون شیرویه» در سراسر استان‌های باختری شاهنشاهی ساسانیان، به‌ویژه میان‌رودان شد و باعث جان باختن نیمی از جمعیت آن مناطق در شاهنشاهی ساسانی گردید. دومین پاندمی در سدهٔ ۱۳۰۰ میلادی، شیوع طاعون خیارکی بود که به «طاعون سیاه» معروف شد. این پاندمی به مرگ بیش از ۲۰۰ میلیون نفر از مردم اوراسیا انجامید. تخمین زده می‌شود که یک سوم جمعیت ایران در آن زمان کشته شدند. پس از آن اپیدمی‌های متعددی در مناطق مختلف جهان رخ می‌داد تا این که سومین دنیاگیری در سال ۱۸۵۰ در چین آغاز و سپس از طریق مسیرهای تجاری در سراسر جهان منتشر گردید.
در تاریخِ ایران، به ویژه پس از بی‌ثباتی‌ها و زوالِ سامانِ کشوری به دلیل حملهٔ مغولان، بیماری طاعون به‌طور متناوب شیوع یافته و باعث کشتن شمار فراوانی از مردمِ شهرهای گوناگون شده است. از جمله، در سال‌های ۱۱۵۱–۱۱۵۲ شمسی، همه‌گیری «طاعون خیارکی در ایران» به مرگ حدود ۲ میلیون تن انجامید.

### پزشک طاعون و لباس طاعون

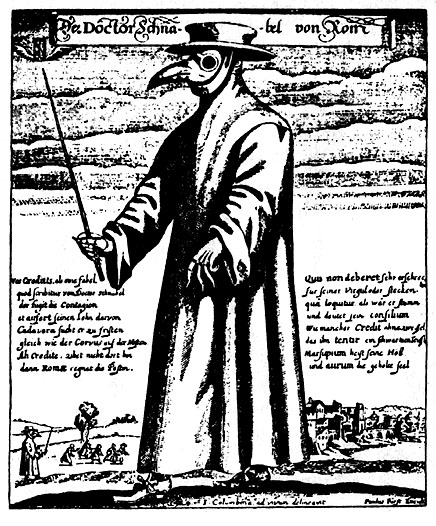
دکتر طاعون در روم باستان، که پوششی برای ابتلا پیدا نکردن به طاعون به تن دارد. ماسک منقار مانند، حاوی گل‌های خشکی بود که تأثیر بوی بد دارو را کاهش می‌داد.

امروزه ما طاعون را با لباسی که شبیه به پرندگان است به یاد می‌آوریم. در زمان رنسانس دانشمندان و طراحان برای طراحی لباسی برای اطبای طاعون از طراحی‌های روم باستان الهام گرفتند تا لباسی بسازند که اطبا نه تنها مبتلا به طاعون نشوند بلکه بتوانند به راحتی نزدیک بیمار شوند.
همواره گمانه زنی‌هایی بر این که این لباس واقعاً در روم باستان وجود داشته باشد هست ولی امروز این موضوع اثبات نشده است و پژوهشگران می‌گویند طراحی و هم ساخت این لباس در زمان رنسانس به وجود آمده است. برای این لباس محفظه‌ای جلوی بینی طراحی شده است که بسیاری این ماسک را شبیه به پرندگان کرده است. این منقار برای جای گذاری گیاهان دارویی و ضد عفونت طاعون طراحی شده است. محافظ پردهٔ جلوی چشم و دستکش از ابریشم بسیار نازک ساخته شده است. جنس کلی لباس از کتان هست چون در ان زمان معتقد بودند جدا از این که کتان پارچه ای مقدس است بلکه برای دفع باکتری و عفونت‌ها مؤثر است.
باید توجه داشت که تا سدهٔ نوزدهم تصوری از علت و درمانی حقیقی برای طاعون وجود نداشت و افراد برای توجیه این بیماری به عوامل مختلفی دست می‌زدند. تنها با کشف باسیل یرسینیا پستیس در سال ۱۸۹۴، دانشمندان در صدد درمان طاعون برآمدند.

### تصور از علت و درمان طاعون در گذشتهٔ غرب
مردم عهد باستان و قرون وسطی، در برابر طاعون، همچون در برابر دیگر بیماری‌های عفونی، بی‌دفاع بودند. مبارزه در برابر طاعون برای مدتی بس طولانی به اقدام‌های زیر محدود بود:
- دعا به درگاه خدا و مقدسین
- توسل به تئوری‌های توطئه همچون مقصر دانستن یهودیان، جذامیان و … در ایجاد و گسترش طاعون[۱۴][۱۵]
- سوزاندن افراد ناموافق با دین، یهودیان، جذامیان و جادوگران به دستور کلیسا
- توسل به مفاهیم آخرالزمانی و انتظار برای نجات با برقراری حکومت مسیح[۱۶]
- حجامت

از سدهٔ شانزدهم به بعد به قرنطینه کردن بیماران و خانوادهٔ بیماران، ضدعفونی و سوزاندن خانه‌های بیماران، ضدعفونی سکه‌های پول، ساختن بیمارستان در خارج از دیوارهای شهرها، قرنطینه کردن کشتی‌ها و سوزاندن جنازه‌ها به‌دستور کلیسا اقدام صورت گرفت.
گفته می‌شود که مهتران، پرورش‌دهندگان بز و افرادی که روغن حمل می‌کردند، از ابتلا به طاعون در امان بودند؛ زیرا بوی اسبها و بزها و روغن کک‌ها را دور می‌کرد.
نکته: در قرون وسطی دادگاه حیوانات برپا می‌شد، به عنوان مثال؛ ملخ‌هایی را که به زمین‌های زراعی حمله می‌کردند را در دادگاه محاکمه می‌کردند. موضوع اصلی اینجاست؛ گربه‌ها را به دار می‌آویختند، چون معتقد بودند خوی شیطانی دارند به همین علت با کم شدن گربه، زادِ ولد موش‌ها زیاد شد و به این بیماری (طاعون) دامن زد.

### تصور از علت و درمان طاعون در گذشتهٔ ایران
پیدایش مرض طاعون بر اساس مبانی معرفتی طب اسلامی، در ارتباط با ارتکاب انواع گناهان قابل ارزیابی است. در فضای فکری-دینی مسلط در دوران صفوی، شیوع انواع بیماری‌ها به خدا نسبت داده می‌شد که نتیجهٔ انجام دادن گناه از سوی افراد بود و برای رفع آن می‌بایست حتماً توبه نمود. از این رو به خواندن دعاهای خاص، توسل به مقابر و بقعه‌ها، قربانی و تصدق و… تمسک می‌شد. در این دوران، روایات و احادیثی از بزرگان دینی برای رفع و مقابله با بیماری طاعون نقل می‌گردید.
در حوزهٔ طبِ جالینوسی، برهم خوردن تعادلِ خلط موجب طاعون فرض می‌شده است. شیوهٔ درمانی آنها نیز قرنطینه بیمار و مقابله با گرمی بوده است.
به علاوه در آن زمان، در فرهنگِ عمومی سلامت، احکام پیش‌بینی نجوم و نحسی زمان، علت شیوع طاعون فرض می‌شد. همچنین، توجه به طلسم و موارد جادویی مورد توجه بود. به علاوه، برخی درخت چنار را عامل مقابله با بیماری طاعون می‌دانستند.
پلوتارک می‌نویسد مغان پارسی به کشتن موش‌ها مبادرت می‌کردند، نه فقط برای اینکه خودشان از آن‌ها بیزار بودند، بلکه چون آن‌ها را نزد خدا نفرت‌آور می‌دانستند و این در حالی بود که بعدتر مشخص شد موش‌ها باعث گسترش طاعون می‌شوند.

### کشف علتِ اصلی و درمان در دوران معاصر
در نهایت با کشف باسیل یرسینیا پستیس در سال ۱۸۹۴ در انستیتو پاستور، علت واقعیِ طاعون فهمیده شد و امروزه با استفاده از آنتی‌بیوتیک می‌توان این بیماری را درمان کرد و از میزان مرگ‌ومیر ناشی از بیماری کاست؛ از جمله آنتی‌بیوتیک‌های مؤثر بر بیماری می‌توان به استرپتومایسن اشاره کرد.

## طاعون‌های معروف در تاریخ
طاعون در شاهنشاهی‌های ایران باستان در مقایسه با امپراتوری روم شرقی شیوع بسیار کم‌تری یافت. علت آن هم احترام به طبیعت و نیالودن آب‌ها و زمین بود که از اصول دین زرتشت است.
توسیدیدس، مورخ یونانی، در یکی از کتاب‌های خود از یک بیماری واگیر، هم‌زمان با جنگ اسپارت و آتن، در حدود سال ۴۳۰ ق.م. نام می‌برد که تصور می‌شود طاعون آتن بوده است.

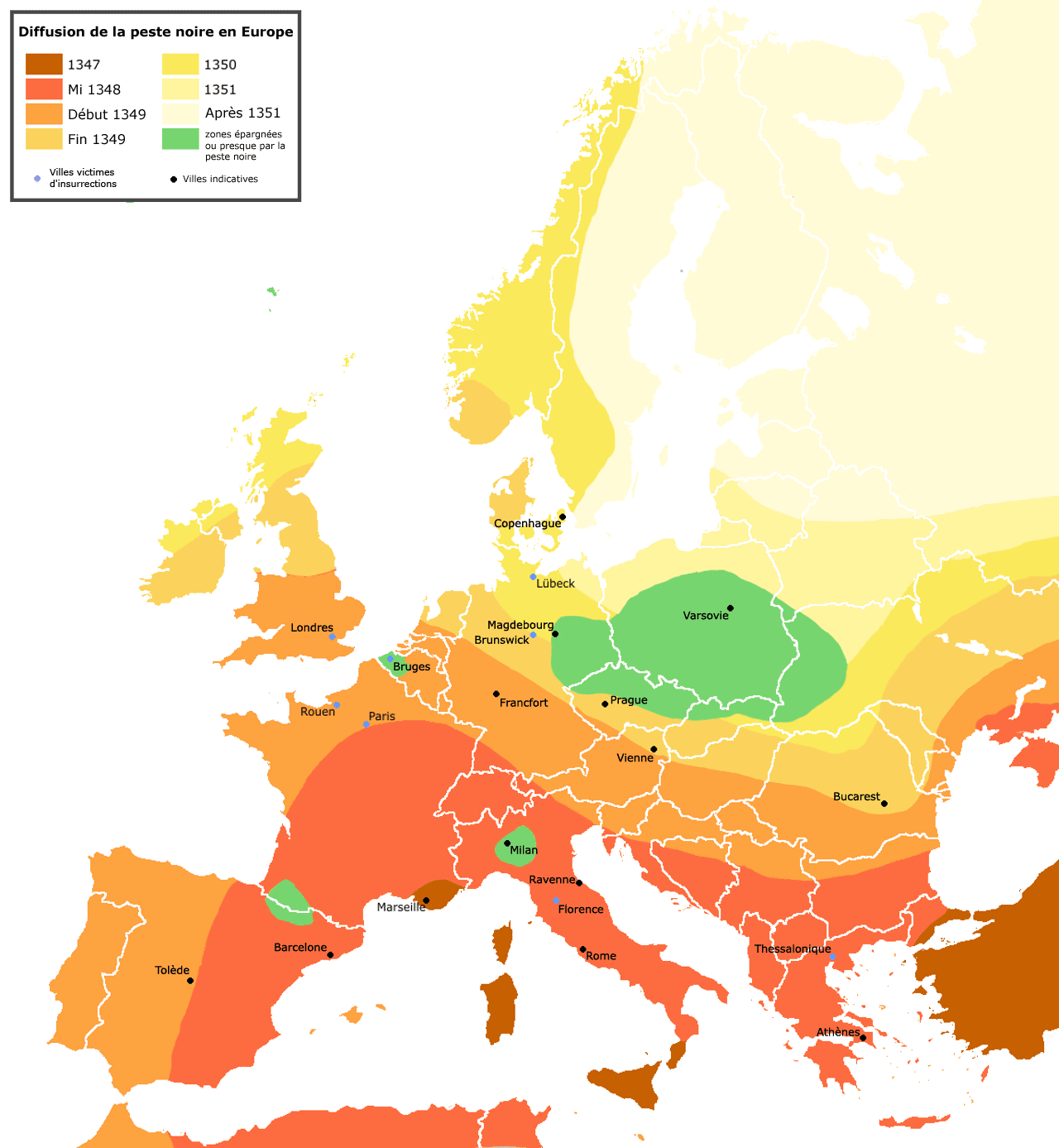
سرایت طاعون سیاه در اروپا در سده‌های میانه

رومیان طاعون را انتقام آپولو پس از دزدی از یکی از نیایشگاه‌هایش می‌پنداشتند. جالینوس برای اولین بار، توصیفاتی از این بیماری را (هنگامی که طاعون در شهر روم در سال ۱۶۶ شیوع یافت) به قلم آورده است.
طاعون آنتونین یک دنیاگیری بین سال‌های ۱۶۵ تا ۱۸۰ میلادی بود. این طاعون یک چهارم از مبتلایان را کشت، در مجموع تا پنج میلیون نفر کشته برجای گذاشت.
طاعون ژوستینین (۵۴۱–۵۴۲ پس از میلاد) یک همه‌گیری جهانی بود که امپراتوری بیزانس و به ویژه پایتخت آن قسطنطنیه و همچنین شاهنشاهی ساسانی و بندرهای سراسر حاشیهٔ دریای مدیترانه را درگیر خود کرد. این طاعون یکی از کشنده‌ترین طاعون‌های تاریخ بود که در حدود دو سده بروز خود ۵۰ میلیون تن (۲۶ درصد جمعیت جهان در زمان آغاز آن) را طعمهٔ مرگ کرد.
طاعون شیرویه در سال‌های ۶۲۷–۶۲۸ میلادی، سراسر استان‌های باختری شاهنشاهی ساسانیان، به‌ویژه میان‌رودان را در هم نوردید و باعث کشتن نیمی از جمعیت آن استان‌های شاهنشاهی و از جمله شاهنشاهِ ساسانی شد.
طاعون عمواس در زمان خلافت عمر بن خطاب (سال ۱۸ ه‍.ق) بعد از تصرف اورشلیم به دست مسلمانان، میان آن‌ها شیوع یافت و به کشته‌شدن شمار فراوانی از مسلمانان و صحابهٔ محمد انجامید.
در سال ۱۳۴۷ میلادی، کشتی‌هایی که از آسیا می‌آمدند، باعث ایجاد طاعون و مرگ یک چهارم تا یک سوم جمعیت اروپا طی سه سال شدند. این اپیدمی طاعون به طاعون سیاه یا مرگ سیاه معروف است.
در ایرانِ دوران صفویان و قاجار، بیماری طاعون چندین بار شیوع یافت و باعث کشتن تعدادِ زیادی از مردمِ شهرهای مختلف شد.
پس از طاعون سیاه، همه‌گیری طاعون لندن (۱۶۶۶–۱۶۶۷) و مارسی (۱۷۲۰) نیز دو همه‌گیری فراگیر بودند. شیوع بیماری طاعون در نیمهٔ اول قرن هفدهم، فقط در شهر لندن یکصدهزار نفر را به کام مرگ کشاند.
در سال‌های ۱۱۵۱–۱۱۵۲ ه‍.خ همه‌گیری «طاعون خیارکی در ایران» منجر به مرگ حدود ۲ میلیون نفر در سرزمین‌های ایران شد.
همه‌گیری چین در سال ۱۸۹۴ به کشف باسیل یرسینیا پستیس توسط الکساندر یرسین انجامید و آخرین اپیدمی فراگیر طاعون بود.

## ساختار
این باسیل گِرَم منفی است که با رنگ‌های اختصاصی مانند رایت و گیمسا و وایسون به صورت دوقطبی دیده می‌شود. رشد این باکتری در محیط‌های حاوی خون و مایعات بافتی و در دمای ۳۰ درجهٔ سانتی‌گراد به سرعت اتفاق می‌افتد. کلونی‌ها به صورت نامنظم و خشن است.

## انتقال بیماری

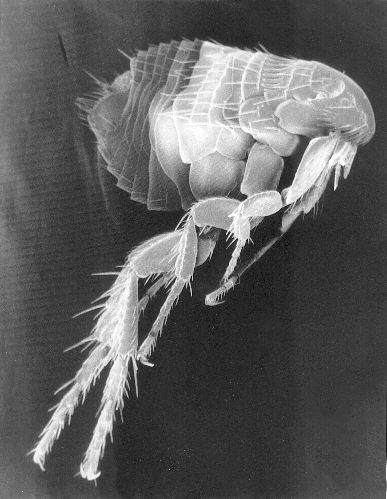
کک موش بالغ

بیماری طاعون، بیشتر از راه کک‌های بدن موش مبتلا، به انسان سرایت می‌کند. موش صحرایی سیاه مهم‌ترین مسیر انتشار بیماری طاعون است؛ اما برخلاف تصور عمومی، جوندگان مخزن این بیماری نیستند؛ چه بسا خودشان نخستین قربانی آن‌اند و مرگ دسته‌جمعی موش‌ها می‌تواند نشانهٔ شیوع طاعون باشد. وقتی کک مبتلا به طاعون موش را گاز می‌گیرد، باکتری طاعون را به او منتقل می‌کند. سپس کک‌های دیگر با گاز گرفتن آن موش صحرایی به این بیماری مبتلا می‌شوند و با گاز گرفتن انسان آن را به انسان منتقل می‌کنند.
راه‌های دیگر ابتلا به طاعون، گازگرفتگی از طریق جوندگان یا خوردن جاندار مبتلا به طاعون است. انتقال طاعون از انسان به انسان هم از طریق تماس و تنفس (در صورتی که فرد بیمار به طاعون ریوی مبتلا باشد) انجام می‌گیرد.

## انواع بیماری
طاعون می‌تواند بر اساس علائم و کارکرد به سه شکل کلی در انسان ظاهر شود که این سه حالت می‌توانند جدا یا به‌ندرت هم‌زمان با یکدیگر باشند. نرخ مرگ‌ومیر در دو نوع عفونتی خون و ریوی، بین ۳۰ تا ۱۰۰ درصد است.

### طاعون خیارکی

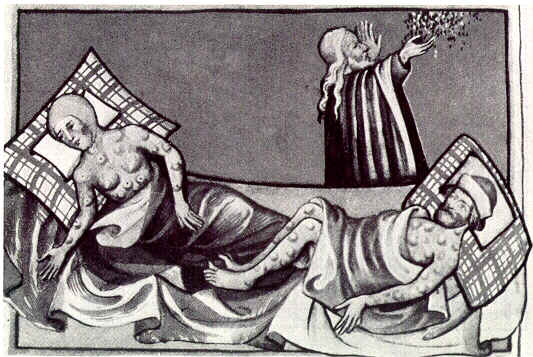
طاعون خیارکی

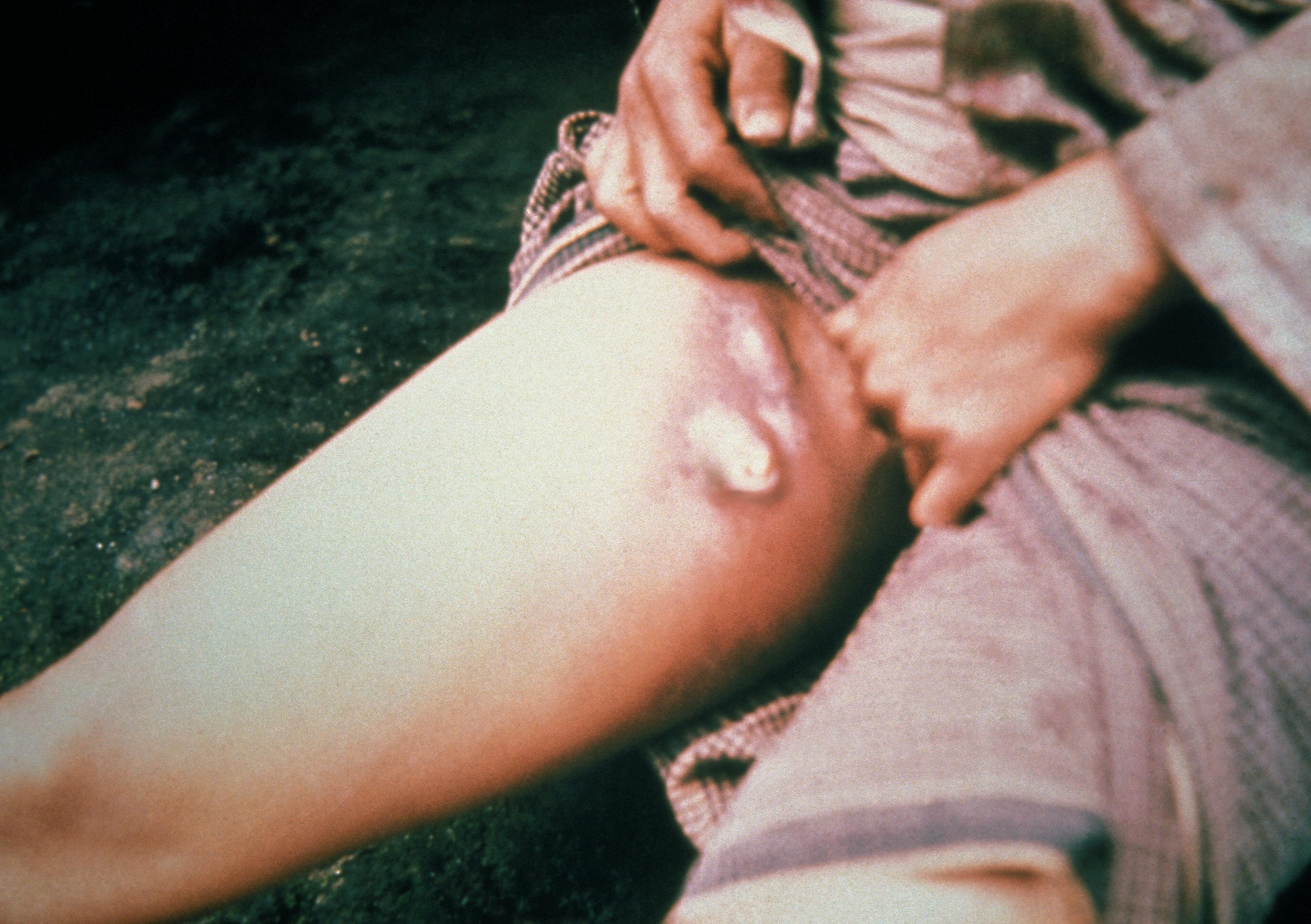
خیارک‌ها روی بدن

طاعون خیارکی یا بوبونیک متداول‌ترین حالت طاعون است که طی نیش کک یا گازگرفتگی توسط موش آلوده به باسیل پدید می‌آید. طاعون ابتدا باعث مرگ شمار بسیار فراوانی از موش‌ها می‌شود؛ بنابراین، کک‌ها به دنبال میزبان دیگر، به انسان‌ها یا حیوانات خانگی حمله کرده، باعث آلودگی آن‌ها می‌شوند. دورهٔ نهفتگی بیماری میان دو تا شش روز طول می‌کشد. سپس علایم اولیه، یعنی لرز و تب بالا، سرگیجه، درد شدید عضلات و مفاصل، کوفتگی و سردرد ظاهر می‌شوند. پس از ۲۴ ساعت، خیارک‌هایی بر روی بدن بیمار پدید می‌آیند. خیارک‌ها غدد لنفاوی‌ای می‌باشند که متورم شده‌اند. این خیارک‌ها معمولاً پیرامون ناحیهٔ نیش کک ظاهر می‌شوند و اندک‌اندک بزرگ می‌گردند و بسیار دردناک و حساس اند. علایم دیگر کم‌شدن آب بدن و عطش دائمی بیمار است. درصورتی که بیمار به‌موقع درمان نشود، علایم هشداردهنده‌ای همچون افزایش تعداد ضربان‌های قلب، آشفتگی و هذیان ظاهر می‌شوند. در این صورت بیمار پس از ۳۶ ساعت می‌میرد. البته بین ۲۰ تا ۴۰٪ این بیماران ممکن است به‌طور ناگهانی، پس از یک دورهٔ نقاهت طولانی، از مرگ نجات یابند. درمان با آنتی‌بیوتیک انجام می‌شود اگرچه گاهی مؤثر نبوده، به مرگ بیمار می‌انجامد.

### طاعون عفونتی خون
این نوع از طاعون سریعاً در خونِ بیمار گسترش و منتشر می‌گردد و اندوتوکسین باکتری موجب لخته شدن منتشر عروقی، اصطلاحاً (DIC) می‌شود.
توجه: به گسترش هر عفونت در خون در اصطلاح پزشکی «سِپتی سِمی» گفته می‌شود.
در واقع بین ۱۰ تا ۲۰٪ طاعون‌ها را تشکیل می‌دهد.
طاعون «عفونتی خون» بر اثر گسترش طاعون «خیارکی» پدید می آید و نوع شدید شدهٔ «طاعون خیارکی» می‌باشد
که طی تکثیر زیاد باسیل‌های باکتری طاعون در «سیستم گردش خون» هست
این حالت هنگامی رخ می‌دهد که سیستم دفاعی به‌خصوص اکثر غدد لنفاوی جهت دفاع از بدن فعال شده باشند. ممکن است خیارک‌های تشکیل‌شده آن‌قدر ریز باشند که دیده نشوند. این نوع طاعون باعث تورم عضله میوکارد قلب و افزایش حجم آن و تخریب بافت‌های کبد و طحال می‌شود. افراد مبتلا به این نوع طاعون، دچار سرگیجه، حالت تهوع، اسهال، دردهای عضلانی وحشتناک، تخریب بافت‌ها و افت شدید فشار خون می‌شوند.

### طاعون ریوی
طاعون ریوی یا پنومونیک نسبت به طاعون خیارکی نادر است اما به شدت واگیر و به مراتب کشنده‌تر است. این حالت هنگامی رخ می‌دهد که باسیل یرسینیا پستیس مستقیماً از راه ریه وارد بدن می‌شود نه از راه پوست. طاعون ریوی می‌تواند از طریق راه تنفسی، از بیماری که به طاعون خیارکی دچار است به فرد سالم منتقل شود. ابتلا به بیماری از راه تماس با مایعات و لباس‌های آلوده به باسیل یا تنفس قطرک‌های معلق در هوا که با عطسه یا سرفهٔ بیماران به محیط بیرون راه می‌یابند، رخ می‌دهد. در این حالت، دورهٔ نهفتگی بیماری چند ساعت بیش‌تر طول نمی‌کشد. نخستین علایم، تب، سرفهٔ شدید، اختلال در تنفس و استفراغ خون چرک‌آلود می‌باشد. فرد بیمار می‌تواند به حالت کما نیز برود. طاعون ریوی، حتی با درمان آنتی‌بیوتیکی نیز بسیار کشنده است و فرد را در حداکثر سه روز از پای درمی‌آورد.

### دیگر گونه‌ها
افزون بر این سه گونه، گونه‌های دیگری که زیرمجموعهٔ موارد بالا می‌شوند نیز شناسایی شده‌اند، از جمله طاعون حلقی که نوع غیرشایع طاعون است و علائمی شبیه تونسیلیت (التهاب لوزه‌ها) دارد و در کسانی که ارتباط نزدیک با بیماران مبتلا به دیگر گونه‌های طاعون را دارند دیده می‌شود. همچنین می‌توان طاعون مِنَنژ را نام برد که زمانی اتفاق می‌افتد که باکتری از سد خونی مغزی عبور می‌گذرد و مننژیت (التهاب مننژ) پدیدمی‌آورد.

## درمان
با اولین شک بالینی پزشک باید درمان آغاز گردد چون شروع زودهنگام آنتی‌بیوتیک مرگ و میر را کاهش می‌دهد. درمان ابتدا به صورت تزریقی شروع می‌شود و با بهبود شرایط بالینی بیمار به صورت خوراکی تا ۱۰ الی ۱۴ روز ادامه می‌یابد.
درمان‌های انتخابی شامل: استرپتومایسین (یک گرم عضلانی هر ۱۲ ساعت)، داکسی‌سایکلین (۱۰۰ میلی‌گرم وریدی هر ۱۲ ساعت) یا جنتامایسین هستند.
درمان‌های جایگزین شامل سیپروفلوکساسین و کلرامفنیکل می‌باشند. علاوه بر آن تزریق مایعات داخل وریدی برای حفظ آب بدن و داروهای انعقاد خون (هنگام خونریزی) مهم است چک کردن علائم حیاتی مهم است

## واکسن

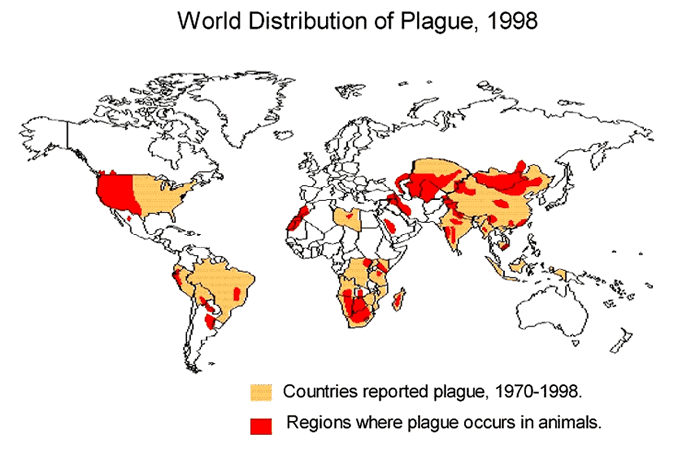
نقشه طاعون در سال ۱۹۹۸. زرد: کشورهایی که بین سال‌های ۱۹۷۰ تا ۱۹۸۸ ابتلا به طاعون را گزارش کرده‌اند. قرمز: کشورهایی که طاعون در بین حیوانات وجود دارد.

برای پیشگیری از ابتلا به طاعون خیارکی یک واکسن وجود دارد؛ ولی تنها برای کسانی به کار برده می‌شود که احتمال بالایی برای ابتلا به طاعون داشته باشند؛ مثل سربازان (در برخی شرایط) یا افرادی که با حیواناتی سروکار دارند که احتمال آلوده بودن آن‌ها بالاست. این واکسن برای مؤثر بودن باید با دوز بالا تزریق شود و هر چند وقت یک بار یادآوری شود؛ به همین دلیل باعث بروز آثار جانبی می‌شود. این واکسن در دسترس عموم قرار ندارد و دیگر ساخته نمی‌شود. از سال ۲۰۰۵ واکسن‌های جدیدی در کانادا در حال آزمایش اند.

## وضعیت کنونی طاعون

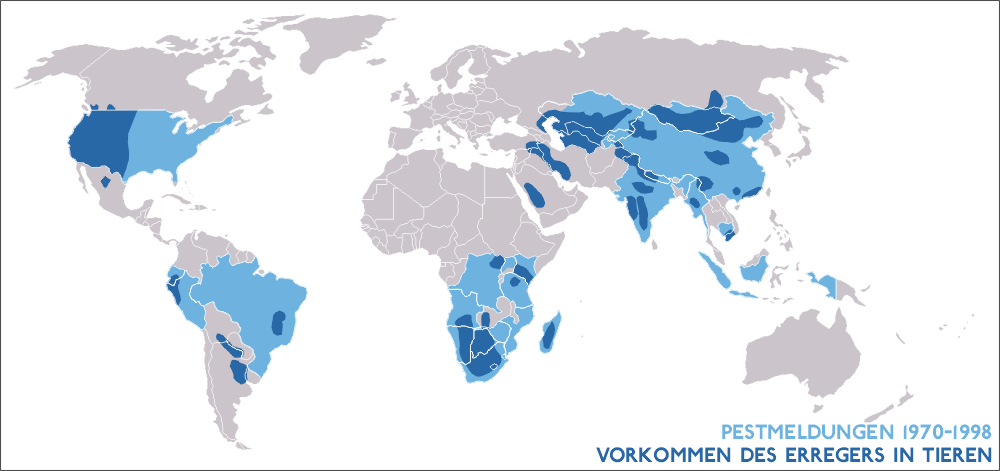
سرایت طاعون در جهان

طبق آمار سازمان بهداشت جهانی، قارهٔ آفریقا (ماداگاسکار، موزامبیک، تانزانیا، جمهوری دموکراتیک کنگو) و سپس آسیا (هند) بالاترین آمار مبتلایان به طاعون را دارند. این دو قاره به تنهایی ۹۹٪ مناطق طاعون‌زده در سال ۱۹۹۷ در جهان را تشکیل می‌دادند. در آمریکای جنوبی و غرب ایالات متحدهٔ آمریکا نیز در سال ۱۹۹۷ چند مورد اعلام شده بود.
به‌تازگی در ژوئیه سال ۲۰۲۰، ثبت یک مورد ابتلا به طاعون خیارکی در شمال چین پس از آن گزارش شد که قبل از آن دو مورد ابتلا در کشور مغولستان باعث ثبت هشدار درجه سه در آن منطقه شده بود.

## نقش طاعون در هنر و ادبیات

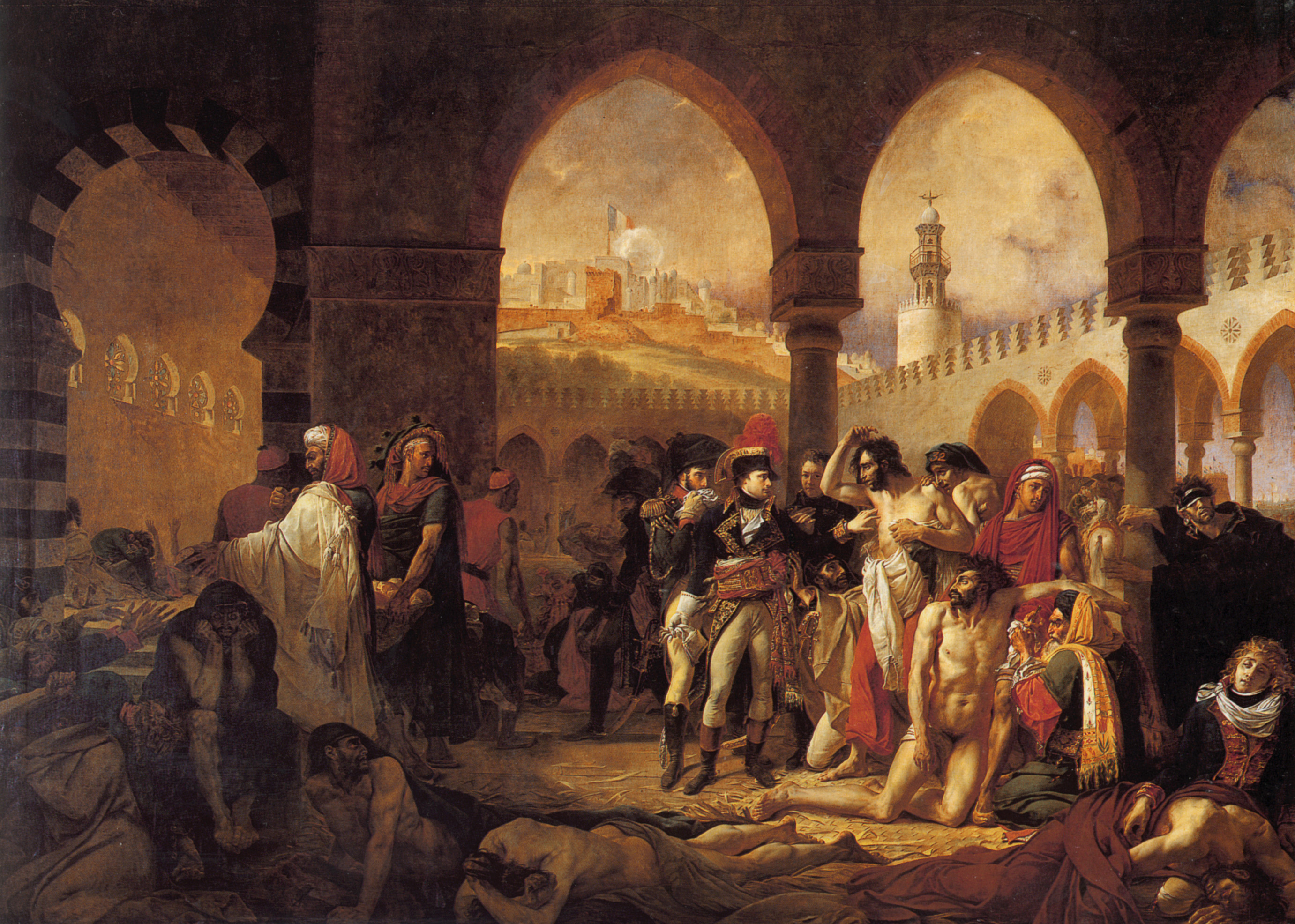
تابلوی دیدار بوناپارت از قربانیان طاعون در یافا اثر آنتوئن ژان گروس در سال ۱۸۰۴ میلادی

ترس و وحشت از ابتلا به طاعون، ناآگاهی از چگونگی درمان یا جلوگیری آن و مرگ دردناک افراد طاعون‌زده هنرمندان را از عهد باستان تا اوایل و اواسط رنسانس به ابراز احساسات و توصیف طاعون برانگیخته است. از این رو تابلوهای نقاشی، مجسمه‌ها و آثار فراوانی امروزه می‌توانند اطلاعات ارزنده‌ای از وضعیت مردم سده‌های گذشته را در برابر طاعون (و دیگر بیماری‌های واگیر چون وبا و …) را در اختیار ما بگذارند. از آثار نوشتاری نیز می‌توان به خاطرات سال سیاه طاعون از دانیل دوفو (۱۷۲۰)، طاعون از آلبر کامو، زمان رازها از مارسل پانیول، و آثار دیگر بسیاری اشاره کرد. طاعون همچنین یکی از مضامین اصلی کتاب دن براون به نام دوزخ است.

## سلاح زیست‌شناختی
به دلیل شدت، کشندگی بالا و انتشار توسط آئروسل‌ها در طی طاعون ریوی، این بیماری از دیرباز به عنوان یک سلاح زیست‌شناختی کاربرد داشته است. ژاپنی‌ها در جنگ جهانی دوم پژوهش‌های گسترده‌ای دربارهٔ پرورش و رهاسازی کک‌های آلوده به طاعون در سرزمین‌های دشمن انجام دادند و نمونه‌هایی از بمب‌های حاوی تعداد زیادی موش و کک ساختند. آنها در جریان همین آزمایش‌ها گروهی از زندانیان غیرنظامی و اسیران جنگی چینی، کره‌ای و منچوری را به طاعون مبتلا کردند.
امروزه، با توجه به اینکه طاعون به‌سادگی توسط آنتی‌بیوتیک‌ها درمان‌پذیر است، نمی‌تواند سلاح زیست‌شناختیِ مؤثری برضد کشورهای توسعه‌یافته باشد.